# Алианц Банк България
„Алианц Банк България“ АД е българска търговска банка със седалище в София.
Създадена е през 1997 година като подразделение на германската група „Алианц“. Към 2024 година банката е контролирана от „Алианц България Холдинг“, крайни собственици на който са „Алианц“ (66%) и Димитър Желев (34%). Към 31 декември 2023 година управлява активи за 3,95 милиарда лева и има собствен капитал от 344 милиона лева.